# Xylosma flexuosum
Xylosma flexuosum är en videväxtart som först beskrevs av Carl Sigismund Kunth, och fick sitt nu gällande namn av William Botting Hemsley. Xylosma flexuosum ingår i släktet Xylosma och familjen videväxter. Inga underarter finns listade i Catalogue of Life.